# 셔클
셔클(영어: Shucle)은 현대자동차가 운영하는 라이드 풀링 서비스로, 셔틀(shuttle)과 집단을 의미하는 서클(circle)의 합성어이다.
2021년 4월 13일부터 세종시 시범 운행 중이다.

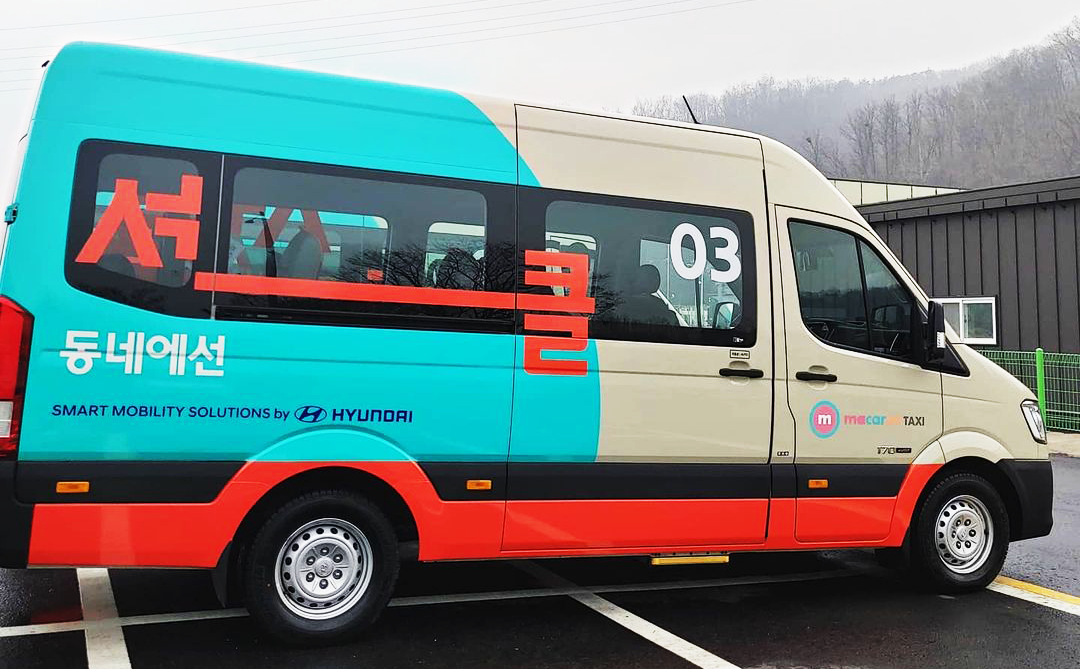
현대 셔클

## 상세
셔클은 목적지와 경로가 유사한 승객이 합승하는 형태의 모빌리티 서비스로 전용 앱을 통해 호출하고 원하는 장소에 승하차가 가능하다. 현대자동차가 자체 개발한 실시간 최적경로생성 기술(AI Dynamic Routing)을 적용했다. 이 기술은 인공지능 기반으로 승객의 실시간 이동 수요를 분석해 가장 적합한 경로를 찾아 차량을 효율적으로 배차하며, 대기 및 도착 시간을 예측해 승객의 편의성을 극대화한다. 또한, 승객 승하차 지점을 도보 5분 거리로 지정해 교통 혼잡 문제를 해소할 수 있다.

## 베타 서비스
2020년 2월부터 5월까지, 3개월간 은평뉴타운 주민 대상으로 베타 서비스 진행했다.
| 구분              | 내용                                                           |
| ----------------- | -------------------------------------------------------------- |
| 운행차량          | 6대                                                            |
| 총 운행 거리      | 69,526 km                                                      |
| 일 평균 운행 거리 | 755 km                                                         |
| 활성 회원         | 389 명                                                         |
| 최연소 회원       | 10 세                                                          |
| 최고령 회원       | 72 세                                                          |
| 회원 성별 분포    | 남성(28%) / 여성 (72%)                                         |
| 회원 연령 분포    | 20대(5%) / 30대(16%) / 40대 (54%) / 50대(11%) / 60대 이상(14%) |

## 운영 시간
- 06:00 ~ 24:00 운영

## 도입 현황
2023년 3월 14일, 현대자동차와 경기교통공사가 안산시 대부도에서 셔클 플랫폼 기반의 '똑타' 앱을 통한 통합교통서비스를 시작했으며, 6월 30일에 수요응답형 교통수단(DRT) '똑버스' 개통식이 진행됐다. 2024년 2월, 전라남도 영암군이 기존 버스 노선의 일부를 셔클 플랫폼인 콜버스로 전환했고 2024년 7월 1일부터 세종시에서 셔클 플랫폼 기반의 통합 교통 서비스앱 '이응'이 운영을 시작했다. 2024년 12월 3일부터 보령시에서 셔클 플랫폼 기반의 통합 교통 서비스 '불러보령'이 도입된다. 셔클 플랫폼은 2024년 12월 기준 국내 21개 지방자치단체, 46개 서비스 지역에서 268대의 차량을 운영 중이다.

## 같이 보기
- 현대자동차
- 쏠라티